# Fest der neun Kaisergötter
Das Fest der neun Kaisergötter (chinesisch 九皇爺誕 / 九皇爷诞, Pinyin Jiǔ huángyé dàn, Jyutping Gau2 wong4je4 daan3 – „Fest zum Geburt der neun Kaisergötter“) ist ein Fest daoistischen Ursprungs, das von Auslandschinesen in Südostasien, insbesondere in Malaysia, Singapur und Thailand gefeiert wird. Es findet an den ersten neun Tagen des neunten Monats nach dem chinesischen Mondkalender statt, nach dem gregorianischen Kalender entspricht dies Ende September oder Oktober. Das Fest wird besonders dort gefeiert, wo es eine große chinesischstämmige Bevölkerungsgruppe gibt, so in Singapur, in Penang, in Phuket und im Chinesenviertel von Bangkok. Die „neun Kaisergötter“ entsprechen dem im Westen als großer Bär bekannten Sternbild.
Um ihren Körper und Geist zu reinigen, verzichten die Teilnehmer des Fests während dieses Zeitraums auf bestimmte Lebensmittel (Fleisch, Fisch, Meeresfrüchte, Eier und Milchprodukte) aber auch intensive Gewürze wie beispielsweise Knoblauch, Schnittknoblauch und Zwiebeln sowie auf Stimulanzien wie Tabak und Alkohol. Aufgrund dieses Aspekts ist die Feier in Thailand als Thesakan Kin Che – thailändisch เทศกาลกินเจ – bekannt, was ungenau als vegetarisches Fest – englisch Vegetarian Festival – wiedergegeben wird. Läden und Garküchen, die dieser Speisevorschrift entsprechen, sind in der Zeit mit gelben Fähnchen mit dem roten Schriftzeichen zhai (齋 – „fasten, fleischlose Speise, innere Reinigung“)  – gekennzeichnet. Paradoxerweise hat es sich in Thailand aufgrund der hohen Besucherzahl zu einer Touristenattraktion entwickelt. Der Brauch des Verzichts und der Aspekt der inneren Reinigung – geistig und körperlich – tritt in dem heutigen Fest fast völlig in den Hintergrund. Einzig der Verzicht auf Fleisch bleibt durch das Konsumieren der teilweise aufwändigen vegetarischen Tofu-Gerichte, die Fleischprodukte imitieren, erhalten.
Während der Feiertage finden farbenfrohe Prozessionen durch die Straßen der Stadt statt, die auch eine große Zahl von nichtreligiösen Besuchern anziehen. Einige Teilnehmer des Festes versetzen sich in Trance und werden zu Medien der Geister – ม้าทรง mah song. Ihre vermeintliche Unverwundbarkeit beweisen sie durch außerordentliche Akte der Selbstkasteiung: Sie laufen über Feuer, durchstechen ihre Wangen mit spitzen Gegenständen oder erklimmen eine Leiter aus Schwertern. Dieser Aspekt ist in China selbst unbekannt und könnte aus dem tamilisch-hinduistischen Thaipusam-Fest entliehen sein.

## Geschichte
Die Ursprünge des Festes sind nicht vollständig geklärt. In China selbst gibt es dieses Fest nicht. Lediglich der neunte Tag des neunten Monats – 九月初九 – der Höhe- und Endpunkt des Fests der neun Kaisergötter – wurde zum Teil als „Doppel-Neun-Tag“ (siehe Doppelneunfest bzw. Chongyang-Fest) gefeiert, weil die Neun als besonders machtvolle, den Himmel und das Yang-Prinzip verkörpernde Zahl gilt. Gemäß örtlicher Überlieferung wird das Fest in Phuket seit Mitte des 19. Jahrhunderts gefeiert. Zuerst soll es im Jahr 1825 in Ban Kathu begangen worden sein, wo zu der Zeit viele aus der südchinesischen Provinz Fujian eingewanderte Zinn-Minenarbeiter lebten. Eine derart frühe Datierung wird jedoch von einigen Autoren bezweifelt. Nach der meistverbreiteten Geschichte über die Entstehung des Fests soll während des Besuchs einer chinesischen Theatertruppe, die die Zinnarbeiter und ihre Familien mit chinesischen Opern unterhalten sollte, eine Seuche grassiert haben. Auch die Mitglieder der Theatertruppe erkrankten und konnten nicht spielen. Ihnen fiel ein, dass der Beginn des neunten Monats war und sie nicht zu Ehren der neun Kaisergötter gefastet hatten. Ein Mann wurde daraufhin nach China gesandt, um mit einer Zeremonie die neun Kaisergötter auch nach Phuket „einzuladen“. Im Jahr darauf kam die Theatertruppe erneut nach Phuket und feierte gemeinsam mit den ansässigen Chinesen zum ersten Mal das „vegetarische Fest“. Die Epidemie fand bald darauf ein Ende. In Penang ist das Fest in seiner heutigen Form erst seit den 1880er-Jahren bekannt, als es möglicherweise von einem Händler aus Phuket eingeführt wurde.
Das hinduistische Navratri – „Fest der neun Nächte“ – findet im gleichen Zeitraum statt.

Fest der neun Kaisergötter – Phuket
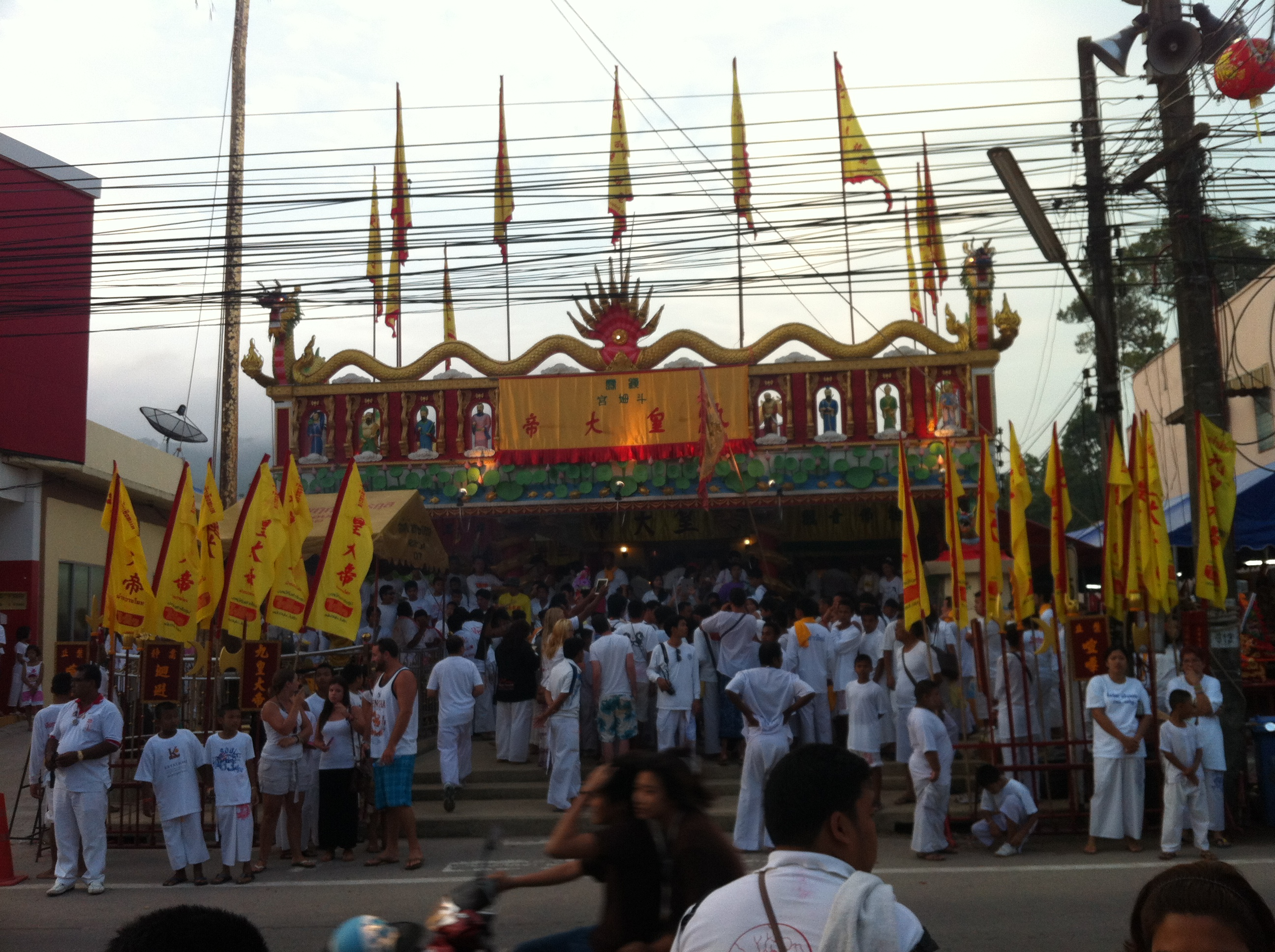
Doumu-Tempel – 斗姆宮, 2012
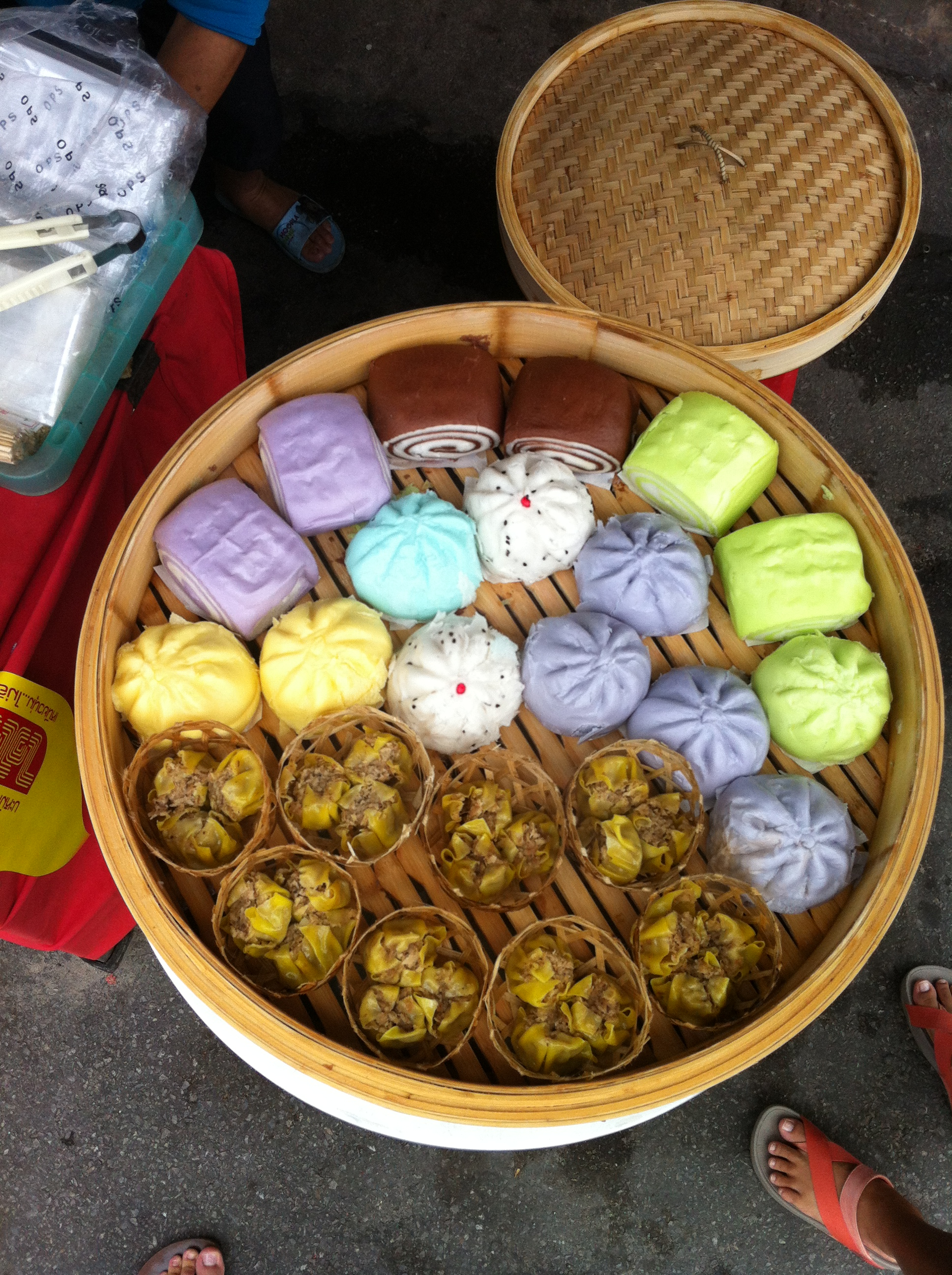
Veg. Dimsum und Mantou
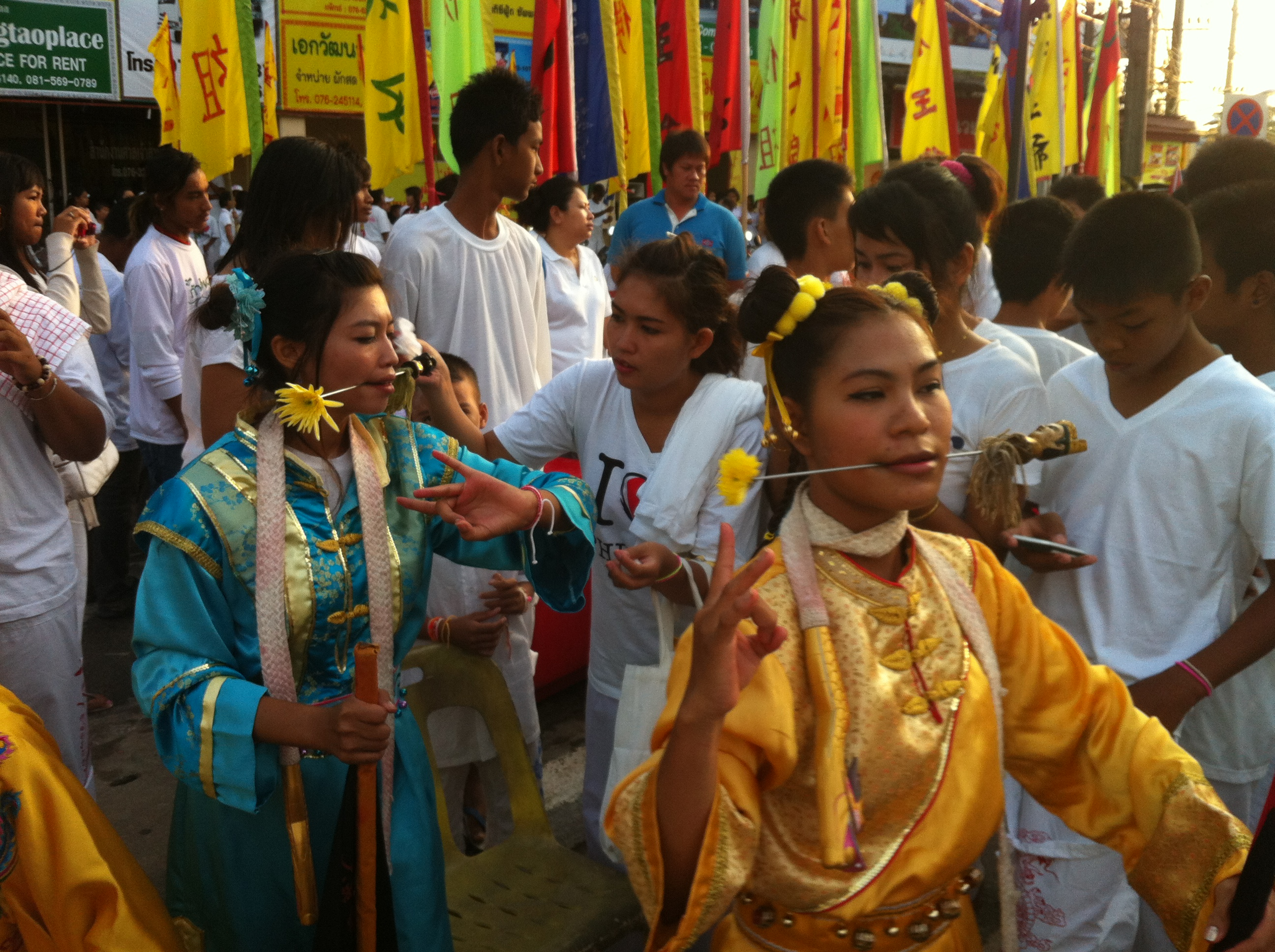
Mah songs – ม้าทรง – in der Vorbereitung, 2012
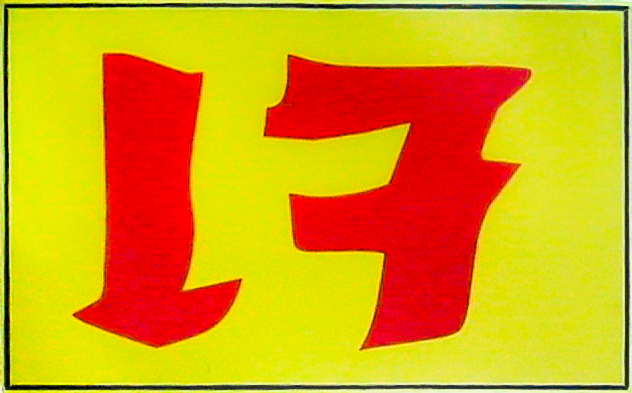
Das jeh-Symbol (เจ)  a) für vegetarische Festspeisen